# Hoszpet
Hoszpet (kannada nyelven: ಹೊಸಪೇಟೆ, angolul: Hospet) város Indiában, Karnátaka államban.  Lakossága 206 ezer fő volt 2011-ben.
Közlekedési csomópont. Gazdaságában meghatározó a vasércbányászat. 

## Megközelítés, látnivalók
Bengalurutól közúton kb. 350 km-re északra, Panadzsitól (Goa) kb. 330 km-re keletre fekszik. Bengaluruval, Kalkuttával és a goai Vascoval vonatok is összekötik. 
A város fő látnivalói a 15. századi Mallikarjuna-templom és a Tungabhadra-gát az azonos nevű folyón. 
12 km-re található innen Hampi, amely a kulturális világörökség része és népszerű idegenforgalmi célpont. 
A várostól 55 km-re ÉNy-ra fekszik Kuknoor (Kuknúr), amely 8-10. századi templomairól nevezetes, köztük a Mahádéva-templomról.

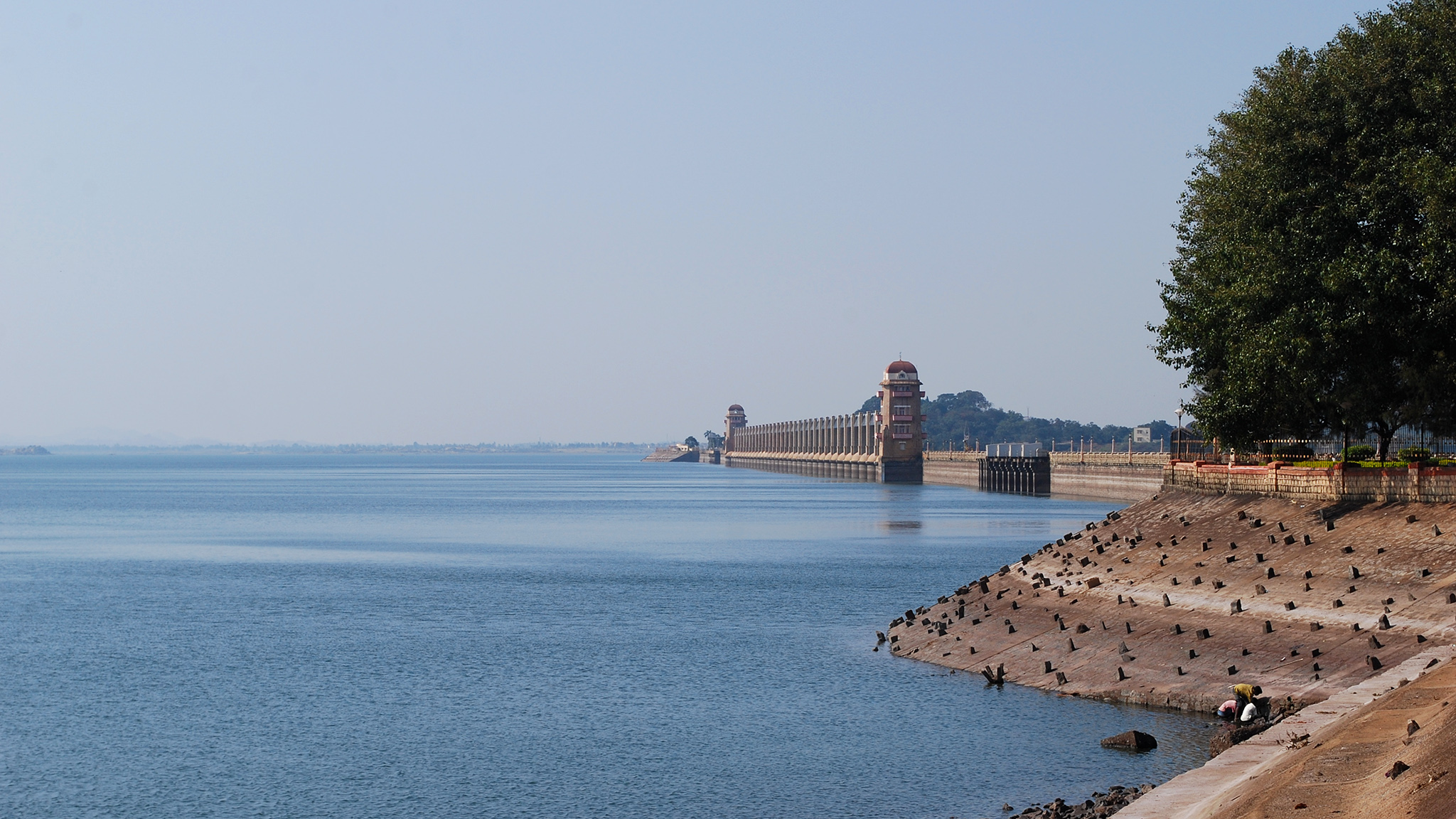
Tungabhadra-gát

## Fordítás
- Ez a szócikk részben vagy egészben  a   Hospet című angol Wikipédia-szócikk fordításán alapul.  Az eredeti cikk szerkesztőit annak laptörténete sorolja fel. Ez a jelzés csupán a megfogalmazás eredetét és a szerzői jogokat jelzi, nem szolgál a cikkben szereplő információk forrásmegjelöléseként.
- Ez a szócikk részben vagy egészben  a   Hospet című német Wikipédia-szócikk fordításán alapul.  Az eredeti cikk szerkesztőit annak laptörténete sorolja fel. Ez a jelzés csupán a megfogalmazás eredetét és a szerzői jogokat jelzi, nem szolgál a cikkben szereplő információk forrásmegjelöléseként.